# Cubaanse wateranolis
De Cubaanse wateranolis (Anolis vermiculatus) is een hagedis uit de familie anolissen (Dactyloidae).

## Naam en indeling
De wetenschappelijke naam van de soort werd voor het eerst voorgesteld door Cocteau in 1837. Later werd de wetenschappelijke naam Ptychonotus (Deiroptyx) vermiculatus gebruikt. De hagedis werd enige tijd tot het niet meer erkende geslacht Deiroptyx gerekend. De soortaanduiding vermiculatus betekent vrij vertaald 'wormachtig'.

## Uiterlijke kenmerken
De Cubaanse wateranolis is een van de grootste anolissen. Mannetjes bereiken een totale lichaamslengte van ongeveer 39 centimeter, vrouwtjes blijven kleiner tot 26 centimeter. De staart is meer dan twee keer zo lang als het lichaam, de staart is sterk zijdelings afgeplat wat wijst op de aquatische levenswijze. De iris van deze soort is blauw van kleur, de keelwam is zowel bij mannetjes als vrouwtjes sterk gedegenereerd.

## Verspreiding en habitat
De hagedis komt voor in delen van de Caraïben en leeft endemisch op Cuba en dan alleen in de provincie Pinar del Río.
De habitat bestaat uit bossen die enige schaduw bieden en de anolis is altijd in de buurt van oevers van zoete wateren te vinden, deze soort is sterk waterminnend.

## Levenswijze
De mannetjes leven in bomen tot een hoogte van ongeveer drie meter boven de bodem, de jonge dieren en de vrouwtjes zijn meer bodembewonend. De anolis is in staat om op zijn achterpoten over het wateroppervlak te rennen en kan ook onder water duiken om aan vijanden te ontsnappen. Een volwassen mannetje kan maximaal vijftig minuten onder water blijven. Vanwege zijn grootte worden ook grotere prooien gegrepen, naast ongewervelden zoals insecten jaagt de anolis ook op kreeftjes, kikkers en vissen.
De vrouwtjes zetten eieren af in de bodem, de eieren hebben een afmeting van ongeveer tien tot zestien millimeter. De jongen zijn als ze uit het ei kruiupen ongeveer drie centimeter lang exclusief staart. Met de staart zijn ze ongeveer negen centimeter lang.